# 埃朗根-纽伦堡大学
埃朗根-纽伦堡大学（全名埃朗根-纽伦堡 弗里德里希·亚历山大大学，缩写：FAU）是德国一座历史悠久的大学，位於埃朗根和纽伦堡。大学始建于1742年，1972年合併了其他學院和系，成為了巴伐利亚州第二大国立综合性大学。埃朗根-纽伦堡大学的名字来源于大学的创始人勃兰登堡-拜罗伊特侯爵腓特烈三世以及它的资助人勃兰登堡-安斯巴赫侯爵克里斯蒂安·腓特烈·卡爾·亞歷山大。

## 历史
作为一所历史悠久的国立研究型大学，其大学医学院为最出色的院系之一，临床、教学以及科研领域均在国际上享有盛誉。在传统的德国大学里一般并没有工程院系，而埃朗根-纽伦堡大学却有着杰出的工程学院。埃朗根-纽伦堡大学有5个学院，大约12,000名雇员。在2015-2016的冬季学期里，有40,174名注册学生，其中4,341名外国学生，所有的学生中有2/3在埃朗根校区，另有1/3在纽伦堡校区学习。
埃朗根-纽伦堡大学在德国以专业种类范围最广泛而著称。学科的多样化给学生跨专业学习创造了有利的条件。计算机专业的学生可以选修企业管理学，或者生物系学生可以在一定的医学领域学习。 和许多传统的德国大学一样，埃尔兰根-纽伦堡大学的医学也很发达，大学周围有许多大学附属的医院。
于2006年埃朗根-纽伦堡大学的先进材料集群（EAM-Engineering of Advanced Materials）获评德国精英集群（cluster of excellence），属于全德精英计划中30个精英集群中的一个，每年获得650万欧元资助。
埃朗根-纽伦堡大学为欧洲顶尖工业管理者高校联盟成员，同时与当地的弗劳恩霍夫协会（此机构于埃朗根发明了MP3格式），西门子研发总部（三个总部之一），Areva 能源研发部和马克斯普朗克研究所有着非常密切的联系，并相互促进。

## 著名校友
- 约翰·克里斯蒂安·丹尼尔·冯·施雷贝尔 - 博物学家
- 约翰·戈特利布·费希特 - 哲学家
- 弗里德里希·谢林 - 哲学家
- 亚历山大·冯·洪堡 - 自然科学家[8]
- 尤斯图斯·冯·李比希 - 化学家，“肥料工业之父”
- 格奥尔格·欧姆 - 物理学家，知名于欧姆定律等
- 汉斯·盖革 - 物理学家，知名于盖革计数器等
- 路德维希·安德列斯·费尔巴哈 - 哲学家。对卡尔·马克思的影响也很大，但马克思并不赞同他观点中的机械论。马克思曾写过《关于费尔巴哈的提纲》，批判他形而上学的唯物主义。
- 菲利克斯·克莱因 - 数学家，知名于克莱因瓶等
- 路德维希·艾哈德 - 联邦德国总理，“社会市场经济之父”
- 哈拉尔德·楚尔·豪森 - 2008年诺贝尔医学奖获得者，发现人类乳头瘤病毒（HPV）可引起宫颈癌
- 埃米·诺特 - 数学家，知名于诺特定理等
- 赫尔曼·埃米尔·费歇尔，化学家，1902年诺贝尔化学奖获得者,“在糖类和嘌呤合成中的工作”
- 爱德华·比希纳，化学家，1907年诺贝尔化学奖获得者,“生物化学研究中的工作和发现无细胞发酵”

### 华人校友
- 謝盛友
- 區曼玲